# Melanagromyza mallochi
Melanagromyza mallochi este o specie de muște din genul Melanagromyza, familia Agromyzidae, descrisă de Friedrich Georg Hendel în anul 1923. Conform Catalogue of Life specia Melanagromyza mallochi nu are subspecii cunoscute.